# يوروبيوم
اليوروبيوم عنصر كيميائي له الرمز Eu والعدد الذري 63 في الجدول الدوري وهو من اللانثانيدات.